# Werner Bötticher
Werner Bötticher (* 25. März 1900 in Zwickau; † 1984 in Stuttgart) war ein deutscher Chemiker und Mykologe.

## Leben
Er war der Sohn des Zwickauer Apothekers Friedrich Bötticher. Nach dem Schulabschluss studierte er u. a. an der Universität Erlangen und promovierte zum Dr. rer. techn. Seit 1919 gehörte er der Erlanger Burschenschaft Frankonia an. Er wurde Direktor der Staatlichen Chemischen Untersuchungsanstalt in Dresden und Mitglied der Gesellschaft Deutscher Chemiker. 1951 ging er nach München, wo er langjähriger Leiter der Zentralstelle für Pilzforschung und Pilzverwertung wurde. Er war außerdem Mitglied der Deutschen Gesellschaft für Mykologie e. V.

## Schriften (Auswahl)
- Beiträge zur Analyse des Kakaos. 1923.
- Die Pilzverwertung und ihre Zukunftsaufgaben. Leipzig o. J. [1943].
- Pilzverwertung und Pilzkonservierung. Berlin 1950.
- Pilze. Die zauberhaften Pflanzen. 1961, ISBN 3-89769-045-4
- Technologie der Pilzverwertung. Stuttgart 1974, ISBN 3-8001-3037-8
- Pilze und Wildfrüchte. Bonn 1986.